# 布罗德盖石圈
布罗德盖石圈（英語：Ring of Brodgar）坐落在苏格兰奥克尼群岛其中最大一个岛-梅恩兰岛上。这里是新石器时代奥克尼的中心的一部分，被联合国教科文组织授予了世界遗产的称号。

## 概况
布罗德盖石圈是新石器时代遗迹。石圈位于斯丹尼斯湖和哈瑞湖之间的一个海岬上，这是英国最北部的史前石圈遗迹。和埃夫伯里石阵（Avebury）（位于英格兰西南部的一个新石器时代遗迹）的结构不一样，这里的石圈内部没有那么多石块。这个遗迹目前还不能清晰的确定是什么时候建立的，目前公认的说法是在公元前2500年-公元前2000年建立，这里是新石器时代建立的最后一个遗迹。一个叫做“挖掘布罗德盖石圈”的项目在2008年夏天开始，考古学家试图探索出更多的答案，但是目前研究进展缓慢，我们对石圈的认识仍然有限。

布罗德盖石圈直径有104米，是大不列颠岛上第三大史前石圈。这个石圈最初是由60块石头构成的，到20世纪末期至保存了其中的27块。最高的石块位于石圈的南边和西边。石圈周围还有一个环形的壕沟，深有3米，宽9米，周长有380米。这片区域还出土了一些燧石、箭头、石杖，这些预计都是青铜时期的物品。目前，史前人类建立这个石圈的目的我们不得而知，但是由于其靠近斯丹尼斯立石和梅肖韦古墓，可以确定其在史前人类中的重要性。

## 北欧宗教
在公元9世纪，来自斯堪的纳维亚的入侵者来到奥克尼群岛后，北欧的宗教习俗也随之而来，这些习俗强加给奥尼克人，从而代替奥尼克人原本的宗教习俗。例如，布罗德盖石圈和斯丹尼斯立石就被当地人尊称为太阳神庙和月亮神庙。年轻恋人在“奥丁石”前祈祷，以求上天保佑彼此能终老一生。在1814年，“奥丁石”被一名当地的农夫毁坏。